# James K. Polk
James Knox Polk (3. listopadu 1795 – 15. června 1849) byl 11. prezident Spojených států amerických v letech 1845–1849. Než se stal prezidentem, byl guvernérem Tennessee. Stal se známým díky úspěšné mexicko-americké válce a připojení nových teritorií k USA (anexe Texaské republiky, smlouva z Guadalupe Hidalgo, díky které získaly USA Horní Kalifornii a Santa Fe de Nuevo México). Již ve svém volebním programu žádal stanovit pro USA výhodnou hranici s Kanadou na západních územích (jeho volební heslo znělo: 54°40' nebo boj). Zemřel tři měsíce po skončení svého funkčního období na choleru.

## Zajímavost
James K. Polk byl prvním americkým prezidentem, který byl kdy vyfotografován sedící (formou daguerrotypie) v okamžiku, kdy byl ve funkci; fotografie byla pořízena 14. února 1849. Prvním prezidentem, který byl vůbec vyfotografován (již mimo úřad) byl John Quincy Adams (vyfotografován v roce 1843).